# Gia Luật Di Liệt
Gia Luật Di Liệt (tiếng Trung: 耶律夷列; bính âm: Yēlǜ Yíliè, ?-1163), là con trai của Liêu Đức Tông Gia Luật Đại Thạch, là người cai trị thứ ba của Tây Liêu. Đức Tông mất khi Gia Luật Di Liệt còn nhỏ, tuân theo chiếu chỉ của cha, Cảm Thiên Hoàng hậu Tiêu Tháp Bất Yên trở thành người nhiếp chính, quản lý quốc sự và cải niên hiệu thành Hàm Thanh.
Bảy năm sau (1150), Cảm Thiên Hoàng hậu thoái vị, Gia Luật Di Liệt tự mình nắm quyền, tức Tây Liêu Nhân Tông, cải niên hiệu thành Thiệu Hưng.
Tây Liêu lúc bấy giờ có quốc lực cường thịnh, là chủ nhân của khu vực Trung Á. Trong các năm 1158 và 1159, Khwarezm, là thế lực thần phục Tây Liêu, đã tiến binh đến vùng đất thuộc địa hạt của Tây Liêu là Samarkand. Nguyên nhân là các thủ lĩnh chủ yếu của người Cát La Lộc thuộc đất của Khwarezm đã bị giết chết trong khoảng thời gian đó tại Samarkand. Hãn của Samarkand cầu cứu triều đình Tây Liêu, Gia Luật Di Liệt phái Di Ly Cận, người Đột Quyết, đem theo một vạn kỵ binh đến giải cứu, buộc Khwarezm rút lui.
Gia Luật Di Liệt tại vị mười ba năm thì mất, truy miếu hiệu Nhân Tông thụy Chính Đức Hoàng đế. Do con trai còn nhỏ, Gia Luật Di Liệt ban chiếu để em gái là Gia Luật Phổ Tốc Hoàn tức Thừa Thiên Thái Hậu quản lý quốc sự.